# Attikī (metropolitana di Atene)
Attikī (Αττική) è una stazione delle linee 1 e 2 della metropolitana di Atene.

## Storia
La stazione della linea 1 venne attivata il 30 giugno 1949, come capolinea settentrionale della nuova tratta da Victōria; rimase capolinea fino al 12 febbraio 1956, data in cui la linea fu ulteriormente prolungata fino al nuovo capolinea di Ano Patissia.